# L'etica hacker e lo spirito dell'età dell'informazione
L'etica hacker e lo spirito dell'età dell'informazione è un saggio scritto da Pekka Himanen con la collaborazione dell’informatico Linus Torvald e del sociologo Manuel Castells.
All’interno della prefazione, Pekka Himanen fornisce una definizione del termine hacker, mettendo in luce come il significato di tale vocabolo sia stato modificato dai mass media, arrivando a diventare un “sinonimo di criminale informatico”
L’autore recupera il reale significato di “hacker”, ovvero quello di persone che programmano con entusiasmo, ponendolo in contrasto con quello di coloro che compiono atti illeciti in rete, definiti invece cracker.

## La legge di Linus
All’interno del prologo, Linus Torvald analizza le motivazioni per cui, a suo parere, il suo piccolo sistema operativo abbia avuto tanto successo in poco tempo. Ciò che emerge è un successo dovuto soprattutto alla promozione di alcuni valori comuni, come il piacere di condividere qualcosa di stimolante con altri hacker, pur “facendo riferimento non soltanto agli hacker ma anche in generale ai loro scopi più elevati”.
L’informatico passa quindi all’enunciazione della così detta “legge di Linus”. Secondo tale norma tutta la nostra vita attraversa un processo di evoluzione, o progresso, dettato da tre fondamentali motivazioni: sopravvivenza, vita sociale, intrattenimento. La prima fase è lapalissiana e incontraddicibile. La seconda fase rappresenta il momento sociale in cui il soggetto pone di fronte a sé un altro, per il quale sacrificherebbe la sua stessa vita. L'ultima fase si esplica come un trampolino di lancio che porti l'uomo ad interessarsi e incuriosirsi alla realtà esterna per sua pura inclinazione.
Linus mette dunque in evidenza come il denaro non sia altro che un mezzo di scambio per poter avere quello che realmente desideriamo. Il sesso, il mangiare e il bere, invece, secondo l’informatico, hanno attraversato tutte e tre le fasi, passando dall’essere elementi di sopravvivenza al diventare parte del tessuto sociale e,infine, forma d'intrattenimento. Anche l’informatico Steve Wozniak ha enunciato gli elementi che riassumono il comportamento umano, ispirandosi a Linus, attraverso questa formula: "Happiness = food, fun and friends".

## Etica hacker del lavoro
Nel primo capitolo del libro, Pekka Himanen, descrive lo stile di vita che gli hacker decidono di adottare;
come ad esempio, l’impegno nel voler perseguire - parallelamente al proprio lavoro - i valori condivisi dall'etica hacker. Infatti, fin dal principio,  gli hacker hanno stravolto lo stereotipo della giornata standard lavorativa, disposti a lavorare con entusiasmo anche più di dieci ore al giorno, con ritmi che sembrerebbero improponibili.
Le parole di Eric S. Raymond, noto difensore della cultura hacker, servono dunque all’autore per definire lo spirito hacker: "Si deve perseguire l’eccellenza [...] bisogna prenderselo a cuore. C'è bisogno di giocare. Bisogna avere la volontà di esplorare” [...] “Essere un hacker significa divertirsi molto, ma è un divertimento che implica notevoli sforzi"
Nel riassumere lo spirito hacker, Raymond usa la parola passione che corrisponde all'uso della parola intrattenimento usato da Torvald. L'attitudine alla passione per la ricerca intellettuale è riscontrabile in molti campi lavorativi, infatti Raymond osserva, che "ci sono persone che applicano l'attitudine hacker a cosa diverse (riferendosi al software)".
Gli hacker, infatti, possono essere visti come un eccellente esempio di un'etica del lavoro che vuole mettere in discussione l'etica protestante di Max Weber e quella di Richard Baxter che parla di lavoro in termini di fine morale e naturale imposto da Dio.

## Il tempo è denaro?
Altra dimensione analizzata all’interno del volume è quella del tempo, che viene continuamente sottoposto a un processo di ottimizzazione. Nel secondo capitolo, infatti, viene citato Castells, che parla di compressione del tempo, e della possibilità che minuscole unità di quest’ultimo diventino denaro da guadagnare. Questo processo sembra portare inevitabili conseguenze per tutti gli aspetti della società; la musica di sottofondo dei notiziari, ad esempio, diventa sempre più frenetica, facendo emergere l'immagine di un'economia della velocità inarrestabile. Le pressioni ottimizzatrici sulla vita lavorativa, secondo l’autore, sono così forti da eliminare l'altro polo dell'etica protestante, la giocosità del tempo libero, che viene ugualmente coinvolto nel processo di ottimizzazione.
Pekka evidenzia come i genitori stessi non si limitino più a trascorrere del tempo con i bambini in modo inefficiente ma preferiscano trascorrere con loro momenti di qualità, programmando eventi ad orari precisi, quasi lavorativi. Il genitore integrato in questa cultura della velocità arriva a credere che il bambino preferisca un rapporto del genere ad uno di tipo illimitato e libero; in particolare, "il tempo di qualità mantiene la speranza che la programmazione di intensi periodi di socialità possa compensare una perdita complessiva di tempo, in modo che un rapporto non soffra di perdita di qualità".
L'etica hacker invece ci ricorda che “la nostra vita è qui ed ora. Il lavoro è solo una parte della nostra vita che deve lasciare spazio anche ad altre passioni.” […]“Gli hacker non fanno propria l‘adagio "il tempo è denaro", ma piuttosto " la vita è mia"."
In definitiva, la vita va vissuta pienamente e non come "una versione beta", sfruttando il tempo che abbiamo per esprimere la nostra fantasia e creatività attraverso ritmi regolati.

## Hacker e capitalismo
Pekka indaga il ruolo degli hacker e il rapporto che essi hanno con una società di stampo capitalista, come quella contemporanea. Molti di loro hanno deciso di integrarsi all'interno di essa per raggiungere un'indipendenza economica in modo da impostare la propria vita in modo più sereno e direzionato verso le proprie passioni.
L’autore afferma che,in realtà, i significati originari dei termini capitalismo e hacker vanno in direzioni opposte: da una parte abbiamo l'importanza del denaro e la crescita del capitale, mentre dall'altra un'attività appassionata e libera dagli schemi. Teoricamente appare possibile conciliare entrambi gli scopi, tuttavia, spesso, l'uno prevale sull'altro. L’esempio di maggiore rilievo citato da Pekka è quello della Microsoft di Bill Gates, nata per perseguire i valori comunemente condivisi da tutti gli hacker per poi seguire la strada del profitto e del guadagno.

## Accademia e monastero
Il filosofo ed informatico si sofferma, dunque, sulla promozione del modello di ricerca che egli ritiene più idoneo: il modello aperto. Gli hacker, infatti, si oppongono al suo opposto, il modello chiuso, diretto dall'alto, tipico del monastero. Essi portano avanti un'idea basata sulla cooperazione diretta degli individui (open source), simile all'accademia di tipo platonico. Fondamentale è lo scambio reciproco di informazioni. Pekka afferma che tali informazioni non sono da preservare come mezzo di guadagno, ma come punto per uno sviluppo ulteriore che possa dar vita a una discussione continua, critica ed evolutiva; e “la ricompensa per la partecipazione sarà il riconoscimento dei pari”.

## Netica
Himanen in questo capitolo analizza la nozione di Netica, ovvero il rapporto tra gli hacker e le reti delle network society. Gli hacker risultano essere coloro che portano avanti la lotta per l'affermazione dei diritti alla privacy e alla libertà di parola. D’altra parte, viene posta una critica, dallo scrittore, nei confronti delle industrie, dei governi, e della loro intromissione, silenziosa, nella vita delle persone comuni,  a beneficio di terzi scopi. I cookies risulteranno essere l’esempio più lampante.

## Lo spirito dell'informazionalismo
In quest’ultimo capitolo l’autore si sofferma sul concetto di lavoro nella società contemporanea.
Le industrie, inserite in un contesto altamente competitivo, perseguono quelli che sono i meccanismi del profitto e del guadagno, contrapponendosi al modello hacker, basato sulla passione personale e la condivisione gratuita del sapere. L’utilizzo sociale della rete risulta essere un mezzo fondamentale per la battaglia di valori che gli hacker portano avanti, un’arma di emancipazione accessibile a chiunque ne abbia bisogno.